# BazQux Reader
BazQux Reader — RSS-агрегатор, разрабатываемый российским программистом Владимиром Шабановым. Является коммерческим продуктом с 30-дневным пробным периодом и подпиской, стоимостью от $30 в год.
Ридер позволяет подписываться на RSS- и Atom-фиды, а также на аккаунты пользователей Google+ и публичные страницы в Facebook.
Помимо отображения списка постов BazQux Reader показывает комментарии. Поддерживаются комментарии с Livejournal, Reddit, блогов с фидами комментариев, Disqus и Facebook виджетов.